# Jeanne Coyne
Jeanne Coyne (* 28. Februar 1923 in Pennsylvania, USA; † 10. Mai 1973 in Los Angeles) war eine US-amerikanische Broadway-Tänzerin, Choreographin und Schauspielerin.

## Leben
Coyne, die ihre ersten Tanzstunden von Gene Kelly in seinem Tanzstudio in den 1930ern erhielt, arbeitete zusammen mit Carol Haney für mehrere Jahre für Gene Kelly und Stanley Donen als Choreographieassistentin in Filmen wie Heut’ gehn wir bummeln, Singin’ in the Rain und Einladung zum Tanz. Ebenfalls war sie in Singin’ in the Rain und Summer Stock vor der Kamera an der Seite von Kelly zu sehen.
Coyne war von 1948 bis 1951 mit Donen verheiratet und mit Kelly von 1960 bis 1973, mit dem sie zwei Kinder hatte, Bridget Kelly und Tim Kelly.
Sie starb am 10. Mai 1973 an Leukämie.